# هراچیک سیمونیان
هراچیک روبنی سیمونیان (ارمنی: Հրաչիկ Ռուբենի Սիմոնյան زادهٔ ۹ دسامبر ۱۹۲۸ - درگذشته ۳۰ ژانویهٔ ۲۰۱۶) استاد، ، تاریخ‌نگار و نویسنده اهل ارمنستان بود. وی آثار تاریخی بسیار ارزنده‌ای از خود بر جای گذاشت. وی از سال ۱۹۸۶ آکادمیسین عضو فرهنگستان ملی علوم ارمنستان بود.

## زندگی‌نامه
در ۹ دسامبر۱۹۲۸م در روستای شینوهایر در شهرستان گوریس به دنیا آمد. وی در ۱۹۵۲ موفق به اخذ مدرک کارشناسی از دانشکده تاریخ دانشگاه دولتی ایروان شد و مدرک دکترای خود را نیز در ۱۹۶۹ از همان دانشگاه کسب کرد. او بلافاصله به تدریس تاریخ در همان دانشگاه و تحقیق دربارهٔ تاریخ منطقه و به‌طور عمده تاریخ قفقاز و آسیای میانه پرداخت. وی از سال ۱۹۵۳ عضو کمیته مرکزی حزب کمونیست اتحاد شوروی بود. سیمونیان در سن ۸۷ سالگی در ایروان درگذشت.

## فعالیت‌ها
هراچیک سیمونیان در کتاب نهضت‌های آزادی خواهانه، به مجاهدت‌های ارمنیان در منطقهٔ پرآشوب قفقاز و ترکیهٔ عثمانی به منظور کمک به نهضت‌های آزادی خواهانه در منطقه برای دستیابی به دموکراسی و کسب عدالت اجتماعی پرداخته‌است. این کتاب با بیش از پنج هزار صفحه در پنج جلد به نگارش درآمده است. بخش عمدهٔ جلد چهارم کتاب، که در ۱۲۰۴ صفحه از سوی دانشگاه دولتی ایروان در کرسی تاریخ به زبان ارمنی منتشر شده، به نهضت مشروطیت ایران و نقش ارمنیان در این جنبش ملی اختصاص دارد. از هراچیک سیمونیان بیش از ۲۰ جلد کتاب و ۴۰۰ مقالهٔ علمی برجای مانده. همچنین، رساله‌های دکتری بسیاری به سرپرستی وی دفاع شده و به چاپ رسیده. مقالات وی در نشریات معتبر ایالات متحدهٔ آمریکا، لبنان، ایران، یونان و ژاپن منتشر شده‌است.

## کتابشناسی
- جنگ‌های بالکان (۱۹۱۲–۱۹۱۳م) (ایروان، ۲۰۱۴).
- نهضت‌های آزادی خواهانه (ایروان: دانشگاه دولتی ایروان، ۲۰۰۳[جلد ۱ و۲]، ۲۰۰۹، ۲۰۱۰ و ۲۰۱۳ [جلد ۳ * ۵])، ۵ ج.
- کشتارجمعی ارمنیان در کیلیکیه در آوریل ۱۹۰۹ (ایروان، ۲۰۰۹).
- سیاست و ایدئولوژی ملی ترکیه (ایروان، ۱۹۸۶).
- انقلاب در فناوری و عواقب آن در زندگی اجتماعی (ایروان، ۱۹۸۲).
- ارمنیان خارج از ارمنستان و تقابل آنان با شرایط اجتماعی و سیاسی (ایروان، ۱۹۶۸).
- ارمنیان و انقلاب مشروطه ایران (از ۱۹۰۵ تا ۱۹۱۲) (ترجمه آنوشیک ملکی)